# Jean Vanier

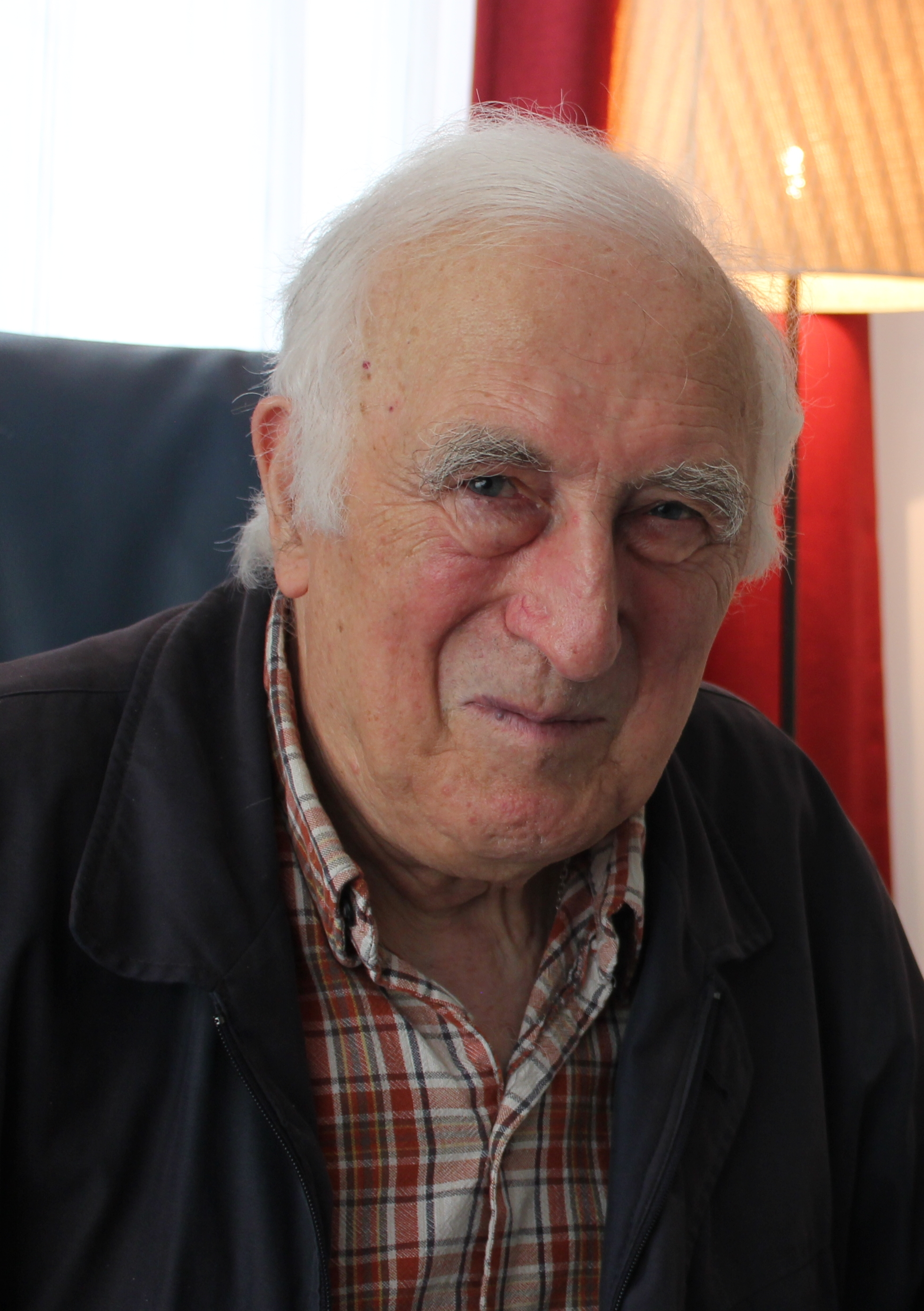
Jean Vanier (2012)

Jean Vanier, CC, GOQ (* 10. September 1928 in Genf, Schweiz; † 7. Mai 2019 in Paris, Frankreich) war ein kanadischer römisch-katholischer Theologe und Philosoph und der Gründer der Arche (französisch: L’Arche), einer internationalen ökumenischen Organisation, welche Gemeinschaften gründet, in denen Menschen mit und ohne geistige Behinderung in christlicher Weise zusammenleben. Gleichzeitig hat er 1971 zusammen mit Marie-Hélène Mathieu die ebenfalls weltweite Bewegung Glaube und Licht begründet. In den 1.612 Gruppen in 81 Ländern treffen sich Menschen mit Behinderung, deren Familien und Freunde regelmäßig zum Austausch, Gebet und Feiern.
Sein Lebenswerk wurde im Jahr 2020 überschattet nach der Bekanntgabe des jahrzehntelangen geistlichen Missbrauchs und sexueller Übergriffe an Frauen durch ihn selbst und durch seinen Mentor, den Domikanerpater Père Thomas Philippe (1905–1993). Betroffene Frauen waren ab dem Jahr 2014 an die Leitung der Arche gelangt, die die Vorwürfe etwas verzögert untersuchen ließ und später von einer interdisziplinären Studienkommission vertieft analysiert und bestätigt wurden.

## Leben
Jean Vanier war das vierte Kind des späteren Generalgouverneurs von Kanada, Georges Vanier, und seiner Frau Pauline, geborene Archer. Er kam in Genf zur Welt, weil sein Vater dort Vertreter Kanadas beim Völkerbund war. Er wurde auch in Genf katholisch getauft, aber er wuchs später in Kanada, England und Frankreich auf, weil die Familie wegen der diplomatischen Arbeit seines Vaters oft umziehen musste. Die Mutter dagegen wurde von Depressionen geplagt. Er besuchte Schulen der Jesuiten. Im Jahr 1941, als er dreizehn Jahre alt war, reiste er von Kanada nach England und trat auf eigenen Wunsch ins Britannia Royal Naval College im südenglischen Dartmouth ein. Zuletzt diente er als Marineoffizier auf dem kanadischen Flugzeugträger HMCS Magnificent.
Im September 1950 nahm er nach einer Wallfahrt nach Lourdes von der Marine Abschied, um in der Kommunität und im Bildungszentrum L’Eau vive bei Paris zu leben, das Thomas Philippe 1946 gegründet hatte. Hier lernte er als dessen geistlicher Sohn seine Theologie, Spiritualität und Seelsorgepraxis kennen, bis dieser am 3. April 1952 vom Heiligen Offizium abgesetzt wurde. Bis im Mai 1956 wurde Vanier faktischer Leiter von L’Eau vive, und er wurde in die mystisch-sexuellen Praktiken seines Vorgängers eingeführt, wobei die Nonne Jacqueline d'Halluin eine maßgebliche Rolle dabei spielte. Das Offizium auf Antrag von Kommissar Paul Philippe schloss am 28. Mai 1956 das Zentrum und verurteilte Thomas Philippe und enthob ihn des Amts, weil ihm seine mystischen Sonderlehren und sexuellen Übergriffe bekannt geworden waren. Da Vanier eigentlich katholischer Priester werden wollte, begann er bereits 1950 ein Theologie- und Philosophiestudium im Bildungszentrum L'Eau vive, dann in der dominikanischen Hochschule Le Saulchoir in Étiolles bis August 1952 und schließlich am Institut Catholique de Paris. Die Idee für seine Doktorarbeit über Aristoteles entstand im Dialog mit seinem Mentor Thomas Philippe, dessen Bruder, dem Philosophen Marie-Dominique Philippe und mit Abbé Lallement. Sie trug den Titel Le bonheur, principe et fin de la morale aristotélicienne (deutsch: Das Glück, Prinzip und Ende der aristotelischen Moral) und wurde 1962 angenommen. Danach lehrte er etwa ein Jahr am St. Michael’s College an der University of Toronto.
Der Plan, zum katholischen Priester geweiht zu werden, scheiterte sowohl 1956 als auch noch 1975 an der Glaubenskongregation, weil Paul Philippe, der inzwischen Kardinal geworden war, infolge seinen Kenntnissen der Geschehnisse eine Weihe von Vanier ablehnte. Vanier dagegen begründete seine fehlende Priesterweihe mit seinen Schwierigkeiten mit der kirchlichen Hierarchie.
Bereits 1963 zog Vanier mit Père Thomas Philippe ins nordfranzösische Trosly-Breuil bei Compiègne, sie nahmen am 5. August im Folgejahr zwei geistig behinderte Männer (Raphaël und Philippe) in ihr Häuschen auf, das das erste Haus der Arche wurde. Er entdeckte „die Tiefe ihres Leidens und ihren Schrei nach wahrhaftiger Beziehung, aber auch ihre Freude an der Gemeinschaft mit Menschen“ (Zitat Vanier). Er wollte ihnen helfen und merkte auf einmal, wie sie ihm halfen. 1965 übernahm Vanier die Leitung des Behindertenheimes in Val Fleuri, wo 32 Männer mit einer geistigen Behinderung lebten. Er veränderte das Heim dahin, dass Behinderte und Nichtbehinderte in Hausgemeinschaften miteinander lebten, woraus die Arche-Bewegung entstand. 1969 wurden erste Archegemeinschaften außerhalb Frankreichs, „Daybreak“ im kanadischen Toronto und „Asha Niketan“ im indischen Bangalore, gegründet. In den 1970er Jahren wurden Strukturen, gemeinsame Leitlinien und eine Charta der Archegemeinschaften entwickelt, doch Vanier blieb bis 1979 die alleinige Autoritätsperson, weil er sich als Erzieher, Vater und Hirte der Gemeinschaft sah und ausgab.
1981 nahm Jean Vanier ein Sabbatjahr und übergab seine Leitungsfunktion an andere Mitverantwortliche. 1999 legte er die internationale Verantwortung in jüngere Hände.
Seither gab er seine Erfahrungen im Zusammenleben mit geistig behinderten Menschen weltweit in Vorträgen und Veröffentlichungen weiter.
In Deutschland existieren drei Arche-Gemeinschaften in Tecklenburg, Ravensburg und Landsberg am Lech. Weltweit gibt es 154 Archen in 38 Ländern auf allen fünf Kontinenten. In der kanadischen Arche Daybreak verbrachte der Psychologe und Schriftsteller Henri Nouwen seine letzten zehn Lebensjahre.
Vanier erlitt im Oktober 2017 einen Herzinfarkt und überstand eine anschließende Operation. Er starb am 7. Mai 2019 im Alter von 90 Jahren in Paris.

## Geistlicher Missbrauch und sexuelle Übergriffe
Bis im Dezember 2014 hatten sich mehrere Frauen an die Leitung der Arche gewandt, und zuerst dem bereits 1993 verstorbenen Thomas Philippe und dann dem greisen Jean Vanier sexuellen Missbrauch vorgeworfen. Die katholische Kirche ermittelte erneut gegen Thomas Philippe, und die Organisation Arche hatte eine erste kleinere Untersuchung wegen Jean Vanier in Auftrag gegeben und am 28. April 2015 veröffentlicht, die jedoch lückenhaft blieb, weil der Umfang seiner Missbräuche damals noch nicht wirklich wahrgenommen wurde. Judy Farquharson gelangte im Mai 2016 an die Arche, was zu eher unergiebigen Gesprächen der Verantwortlichen mit Vanier über sexuelle Beziehungen führte, die er zu verharmlosen versuchte. Eine weitere Klage im März 2019 führte im Juni 2019 zu einer ersten externen Untersuchung durch GCPS Consulting und Antoine Mourge, die die bis dahin verborgenen Missbräuche an sechs Frauen im Februar 2020 bestätigten. Eine im Herbst 2020 eingesetzte unabhängige Expertenkommission von Fachleuten aus Geschichte, Psychiatrie, Psychoanalyse, Soziologie und Theologie analysierte weiter seine Briefe, studierte kirchliche Akten und führte 119 Interviews mit 89 Personen aus seinem Umfeld. Sie wollte die Ursachen, den Kontext, die Mechanismen, das Netzwerk und den Umfang dieser zumeist verjährten Missbrauchsfälle besser verstehen und darlegen, um die Betroffenen zu würdigen, eine weitergehende Aufarbeitung voranzutreiben und Schutzempfehlungen für die Zukunft vorschlagen zu können. Der im Januar 2023 veröffentlichte 900 seitige Bericht bestätigte die gemachten Vorwürfe, wonach Vanier von 1952 bis 2019 seine führende Stellung und Autorität ausgenutzt und mindestens 25 Frauen vor allem bei Seelsorgegesprächen geistlich manipuliert, zu intimen Gesten verführt und bei sexuellen Handlungen ausgenutzt hatte. Des Weiteren habe er den sexuellen Missbrauch an 30 Frauen nach 1964 durch seinen Mentor und Arche-Mitbegründer Père Thomas über Jahrzehnte gedeckt.

## Ehrungen
- 2015 wurde Vanier der mit 1,1 Millionen Pfund Sterling dotierte Templeton-Preis zugesprochen.
- 2016 wurde er durch den damaligen Premierminister Manuel Valls in die französische Ehrenlegion aufgenommen.[5][24]
- Der Film Summer in the Forest handelt von ihm. Anlässlich der Premiere 2017 wurde er im Buckingham Palace von Königin Elisabeth II. empfangen.
- Papst Franziskus telefonierte mit Vanier kurz vor seinem Tod, um ihm für sein Lebenswerk zu danken.
- Einige französisch- und englischsprachige Schulen in Kanada wurden nach Jean Vanier benannt, jedoch nach dem Bekanntwerden des Missbrauchsskandals ab dem Jahr 2020 umbenannt.[25]

## Schriften (Auswahl)
Vaniers Veröffentlichungen wurden bis im Jahr 2019 weithin beachtet und in 29 Sprachen übersetzt. Aufgrund der Untersuchungsergebnisse der Studienkommission entschied der Neufeld Verlag im Februar 2023, die Biographie und Schriften von Jean Vanier nicht mehr zu verbreiten.
- Le bonheur, principe et fin de la morale aristotélicienne, Paris 1965 (Doktorarbeit von 1962).
- In Gemeinschaft leben. Meine Erfahrungen, Herder, Freiburg im Breisgau 1993, ISBN 3-451-23244-8.
- Weites Herz. Dem Geheimnis der Liebe auf der Spur, Neufeld, Schwarzenfeld 2010, ISBN 978-3-937896-92-2.
- Von den Wunden des Herzens. Wegbegleiter durch Zeiten der Depression, Neufeld, Schwarzenfeld 2011, ISBN 978-3-86256-015-8.
- mit Philippe Pozzo di Borgo und Laurent de Cherisey: Ziemlich verletzlich, ziemlich stark: Wege zu einer solidarischen Gesellschaft, Hanser, Berlin 2012, ISBN 978-3-446-24155-8.
- Ich und Du: dem anderen als Mensch begegnen, Neufeld, Schwarzenfeld 2013, ISBN 978-3-86256-036-3.
- Zeichen der Zeit: Für eine Kirche, die Hoffnung schenkt, Edition Wortschatz, Schwarzenfeld 2016, ISBN 978-3-943362-37-4.
- Von Liebe, Hoffnung und den letzten Dingen. Erinnerungen vom Gründer der Arche, Herder, Freiburg im Breisgau 2017, ISBN 978-3-451-32072-9.